# Crna gora (planina u BiH)
Crna gora je planina iznad Zijemalja, koja se prostire sjevero-istočno od Mostara, iza Veleža u pravcu Prenja.
Najviši vrh, zvan Lisac, visok je 1498 metara. Planina je obrasla je gustom crnogoricom i bjelogoricom. Izdiže se iznad Zijemalja, sela Kušića i prostire između Prenja na sjeveru i Nevesinskog polja na jugu, planine Crvanj na istoku i Velikog Rujišta na zapadu. Jugozapadno je od Glavatičevog. Sami vrh je šumovit i ne pruža vidike.